# Туринуи, Морган
Морган Туринуи (англ. Morgan Turinui, родился 5 января 1982 в Сиднее) — австралийский регбист, выступавший на позиции центра в Супер Регби и Топ-14; нынешний тренер нападающих клуба «Мельбурн Ребелс».

## Биография
Туринуи окончил Колледж Уэверли, где занимался регби и крикетом. В 2000 году был капитаном сборной школьников Австралии на одном из турниров, в 2002 году выступал за сборную Австралии до 21 года, а также играл за сборную Австралии по регби-7 на турнирах в Гонконге и Пекине.
Карьеру игрока Туринуи начал в клубе «Саншайн Кост Стингрэйз», после чего в 2002 году был заявлен в состав команды «Уаратаз» на Супер 12 того сезона. В июне 2003 года в составе сборной Австралии дебютировал матчем против Франции, а в том же году на домашнем чемпионате мира со сборной дошёл до финала, проиграв англичанам. В конце 2007 года Туринуи покинул «Уаратаз», успев отметиться в том же году и выступлением за клуб «Сидней Флит» в Австралийском регбийном чемпионате (единственном розыгрыше; позже стал проводиться в новом формате чемпионат Австралии по регби). В том же году его вызвал в сборную Джон Коннолли в связи с травмами игроков и дозаявил на чемпионат мира во Франции, однако Туринуи не сыграл ни матча (последнюю игру провёл в 2005 году), а его команда вылетела в четвертьфинале от тех же англичан.
В 2008 году Туринуи перешёл в команду «Квинсленд Редс», в которой играл до 2010 года. Перед окончанием сезона Супер 14 2010 года тренер Роб Юэн сообщи Туринуи, что клуб не продлит контракт с игроком, поскольку не нуждается больше в услугах более опытных игроков. Туринуи предлагали перейти в другой австралийский клуб, но он уехал во Францию, став игроком клуба «Дакс» из Про Д2, а в июне 2011 года перешёл в парижский «Стад Франсе». Карьеру завершал в клубе «Лилль Метрополь». Также Туринуи сыграл 4 матча за звёздный клуб «Барбарианс»: против Новой Зеландии в 2004 году и против Англии, Бельгии и Ирландии.
В сезоне 2014/2015 Туринуи был играющим тренером «Лилля Метрополя», с 2017 года — тренер нападающих клуба «Мельбурн Ребелс» из Супер Регби.